# Rasul Douglas
Rasul Douglas (East Orange, 29 agosto 1995) è un giocatore di football americano statunitense che milita nel ruolo di cornerback per i Buffalo Bills della National Football League (NFL).

## Carriera

### Philadelphia Eagles
Douglas al college giocò a football alla West Virginia University dal 2015 al 2016. Fu scelto nel corso del terzo giro (99º assoluto) nel Draft NFL 2017 dai Philadelphia Eagles. Debuttò come professionista subentrando nella gara del secondo turno contro i Kansas City Chiefs mettendo a segno 4 tackle e un passaggio deviato. La settimana seguente disputò la prima gara come titolare contro i New York Giants facendo registrare il suo primo intercetto su Eli Manning nella vittoria per 27-24. Il secondo fu nel sesto turno su Cam Newton dei Carolina Panthers.

### Carolina Panthers
Il 6 settembre 2020 Douglas firmò con i Carolina Panthers.

### Green Bay Packers
Nel dodicesimo turno della stagione 2021, alla sua quarta presenza come titolare in stagione, Douglas fece registrare 5 tackle, 4 passaggi deviati e un intercetto ritornato per 33 yard in touchdown, venendo premiato come miglior difensore della NFC della settimana.

### Buffalo Bills
Il 31 ottobre 2023 Douglas e una scelta del quinto giro del Draft NFL 2024 furono scambiati con i Buffalo Bills per una scelta del terzo giro del 2024. Nel penultimo turno fece registrare 2 intercetti (di cui uno ritornato per 40 yard in touchdown) e 3 passaggi deviati, venendo premiato come miglior difensore della AFC della settimana. A fine stagione si classificò quarto nella NFL con 5 intercetti.

## Palmarès

### Franchigia
- Super Bowl : 1

Philadelphia Eagles: LII
- National Football Conference Championship: 1

Philadelphia Eagles: 2017

### Individuale
- Difensore della NFC della settimana: 1

12ª del 2021
- Difensore della AFC della settimana: 1

17ª del 2023